# Битва при Штокахе (1800)
Вторая битва при Штокахе (нем. Zweite Schlacht bei Stockach) — сражение между французскими войсками под командованием генерала Жана Моро и австрийскими войсками под командованием генерала Края у местечка Штоках 3 мая 1800 года во время Войны второй коалиции.

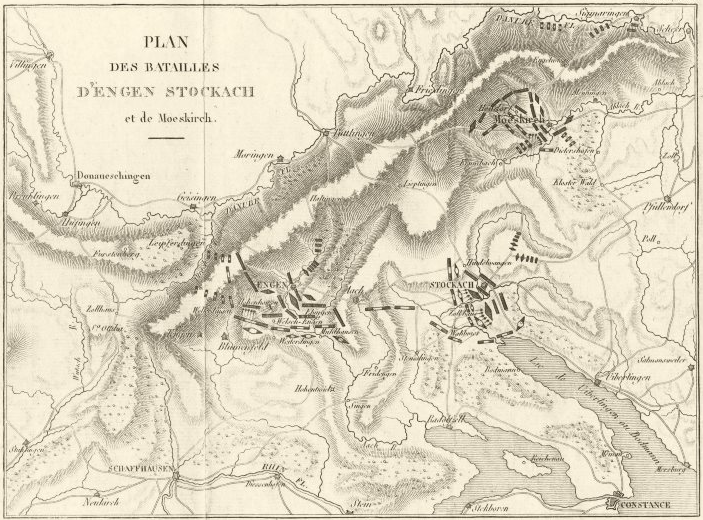
Карта сражения

Между 25 и 28 апреля 1800 года французская армия под командованием Моро, насчитывавшая около 120 000 человек, пересекла Рейн около Штейна, чтобы развернуться между Дунаем и Боденским озером для сражения. Напротив нее находилась австрийская армия под командованием Пауля Края, ожидавшая французов у Энгена. Правое крыло Моро под командованием генерала Лекурба, наступавшее через Зинген и Хоэнтвиль, состояло из 28 000 человек.
Край, обманутый маневрами Моро, ослабил свой левый фланг, стоявший около Штоккаха. Пока Моро сражался при Энгене, Лекурб застал врасплох левое крыло австрийцев под командованием Водемона в 7 часов утра, когда последний попытался догнать Края.
Кавалерия генерала Нансути впервые столкнулась с аванпостами принца Водемона возле Штайслингена. Австрийцы поджидали французов у выхода из леса, но атака драгун заставила их отступить к Штоккаху. Лекурб направил свою дивизию Монришара прямо на Штокках, дивизия Вандамма прикрывала правое крыло, а дивизия Лоржа — левое крыло. Войска Водемона были атакованы одновременно на линии деревень Штайслинген, Валвис и Бодман, побеждены и преследовались кавалерией Нансути. Когда французская 84-я полубригада вышла в тыл врага, отступление австрийцев превратилось в бегство.
Потери французов были в два раза меньше австрийских.